# Салданья-Маринью (Риу-Гранди-ду-Сул)
Салданья-Маринью (порт. Saldanha Marinho) — муниципалитет в Бразилии, входит в штат Риу-Гранди-ду-Сул. Составная часть мезорегиона Северо-запад штата Риу-Гранди-ду-Сул. Входит в экономико-статистический микрорегион Крус-Алта. Население составляет 3095 человек на 2006 год. Занимает площадь 221,605 км². Плотность населения — 14,0 чел./км².

## История
Город основан 5 сентября 1988 года.

## Статистика
- Валовой внутренний продукт на 2003 составляет 64.181.096,00 реалов (данные: Бразильский институт географии и статистики).
- Валовой внутренний продукт на душу населения на 2003 составляет 20.433,33 реалов (данные: Бразильский институт географии и статистики).
- Индекс развития человеческого потенциала на 2000 составляет 0,818 (данные: Программа развития ООН).

## География
Климат местности: субтропический гумидный.